# District de Vondrozo

Le district de Vondrozo est un district du sud-est de Madagascar situé dans la région d'Atsimo-Atsinanana, dans la province de Fianarantsoa. Il est composé de seize communes rurales.